# Ascaridia galli
Ascaridia galli ist ein weltweit vorkommender, parasitischer Spulwurm bei Hühnern (Gattung Gallus), der aber auch andere Vogelarten befallen kann. Er ist einer der Auslöser der Ascaridiose der Hühner. Er ist vor allem bei der Bodenhaltung von Haushühnern häufig.
Männliche Adulte sind 50 bis 75 mm, weibliche 70 bis 120 mm lang. Das Vorderende ist durch ein hervorstehendes Maul gekennzeichnet, welches von drei großen, dreilappigen Lippen umrandet ist. Die Lippenkanten sind mit zahnartigen Dentikeln besetzt. Der Ösophagus hat keine hintere Ausbuchtung. Der Schwanz der Männchen trägt schmale Flügel und zehn Papillenpaare. Die beiden Spicula sind etwa gleich lang. Bei Männchen gibt es einen ringförmigen präkloakalen Saugnapf mit einem dicken Kutikalasaum.  Die Vulva der Weibchen liegt etwas vor der Körpermitte.
Die Entwicklung verläuft monoxen, also nur innerhalb der Hühner ohne Zwischenwirt. Die 75–80 × 45–50 μm großen, blassbraunen Eier sind oval und haben tonnenartige Seitenwände. Bei der Ablage sind sie nicht embryoniert. Die weiche dicke Schale hat drei Schichten, wobei die mittlere am auffälligsten ist. Die Eier können leicht mit denen von Heterakis gallinarum verwechselt werden. In den Eiern entwickelt sich in der Außenwelt bei Temperaturen oberhalb 10 °C in 8 bis 10 Tagen die infektiöse Larve 3. Nach oraler Aufnahme des Eis schlüpft die Larve im Dünndarm und dringt in die Darmschleimhaut oder die Lieberkühnschen Krypten ein. Nach etwa drei Wochen häutet sie sich und kehrt in das Darmlumen zurück. Etwa fünf bis acht Wochen nach der Aufnahme der Eier sind die Adulten geschlechtsreif.